# Beri Khās
Beri Khās är en ort i Indien.   Den ligger i delstaten Haryana, i den norra delen av landet, 60 km väster om huvudstaden New Delhi. Beri Khās ligger 226 meter över havet och antalet invånare är 16 727.
Terrängen runt Beri Khās är mycket platt. Runt Beri Khās är det tätbefolkat, med 383 invånare per kvadratkilometer. Närmaste större samhälle är Jhajjar, 13,1 km sydost om Beri Khās. Trakten runt Beri Khās består till största delen av jordbruksmark.